# Зембожин-Перший (Свентокшиське воєводство)
Зембожин-Перший (пол. Zemborzyn Pierwszy) — село в Польщі, у гміні Тарлув Опатовського повіту Свентокшиського воєводства.
У 1975-1998 роках село належало до Тарнобжезького воєводства.